# Dipartimento di Transua
Il dipartimento di Transua è un dipartimento della Costa d'Avorio situato nella regione di Gontougo, distretto di Zanzan.
La popolazione censita nel 2014 era pari a 83.478 abitanti.
Il dipartimento è suddiviso nelle sottoprefetture di Assuéfry, Kouassia-Niaguini e Transua.